# Drepanogynis metoeca
Drepanogynis metoeca là một loài bướm đêm trong họ Geometridae.